# Günter Eilemann
Günter Gustav Wilhelm Eilemann (* 14. April 1923 in Köln; † 4. Oktober 2015 ebenda) war ein deutscher Karnevals- und Stimmungssänger, Akkordeonspieler, Moderator und Gründer des Eilemann-Trios.

## Leben
Günter Eilemann, Sohn eines Vertreters aus Köln, besuchte nach der Mittleren Reife die Musikschule Köln. Er studierte dort ab 1938 Klavier bei Gerd Maibohm. Als Soldat im Zweiten Weltkrieg wurde Eilemann an der südrussischen Front verwundet und kam in ein Kriegslazarett in Battaglia Terme, Italien. Dort konnte Eilemann, zu Silvester 1944, die Offiziere des Kriegslazaretts mit seiner Swing-Musik so sehr begeistern, dass er nicht mehr zurück an die Front musste. Der Schauspieler und Kabarettist Werner Finck, damals Chef der „Frontbühne Italien“ verschaffte ihm nach Kriegsende sowohl Bleibe als auch Auftritte in einem amerikanischen Offiziersclub in Garmisch-Partenkirchen. In Garmisch-Partenkirchen lernte Eilemann seine spätere Frau Ulla Rosenow kennen. 1947 kehrte Eilemann zurück in seine Heimatstadt und arbeitete hier bis 1951 als Vertriebskaufmann für die Kölnische Rundschau. Abends saß er beim Hotel Europa als Alleinunterhalter am Klavier.
1952 gründete Eilemann (Akkordeon) zusammen mit Karl-Heinz Nettesheim (Rhythmus-Gitarre) und Horst Muys (Kontrabass) das Eilemann-Trio. Einer der ersten Schlager in kölscher Sprache war das mit dem Texter Klaus-Peter Urban 1952 komponierte Eetz kütt et rut rut rut („Zuerst kommt Rot, Rot, Rot“), eine Parodie auf die gerade in Köln eingeführten Verkehrsampeln, die im November 1952 veröffentlicht wurde. 1956 ersetzte Willy Schweden (1928–2002) Karl-Heinz Nettesheim an der Gitarre, 1962 wurde Horst Muys durch Charly Niedieck (1930–1992) als Bassist ersetzt. Willy Schweden betätigte sich auch als Studiomusiker für Künstler wie Paul Kuhn, Kurt Edelhagen, Botho Lucas, und gemeinsam mit Charly Niedieck spielte er in der Swing-Combo Cologne Antik Swingers.
Das Eilemann-Trio gehörte zu den bekanntesten Musikern des Kölner Karnevals. Überregional bekannt wurden die Eilemänner durch Fernsehauftritte bei Peter Frankenfeld, Hans-Joachim Kulenkampff und Hans Rosenthal. Nach dem Unfalltod von Charly Niedieck am 1. November 1992 löste Günter Eilemann das nach ihm benannte Trio auf.

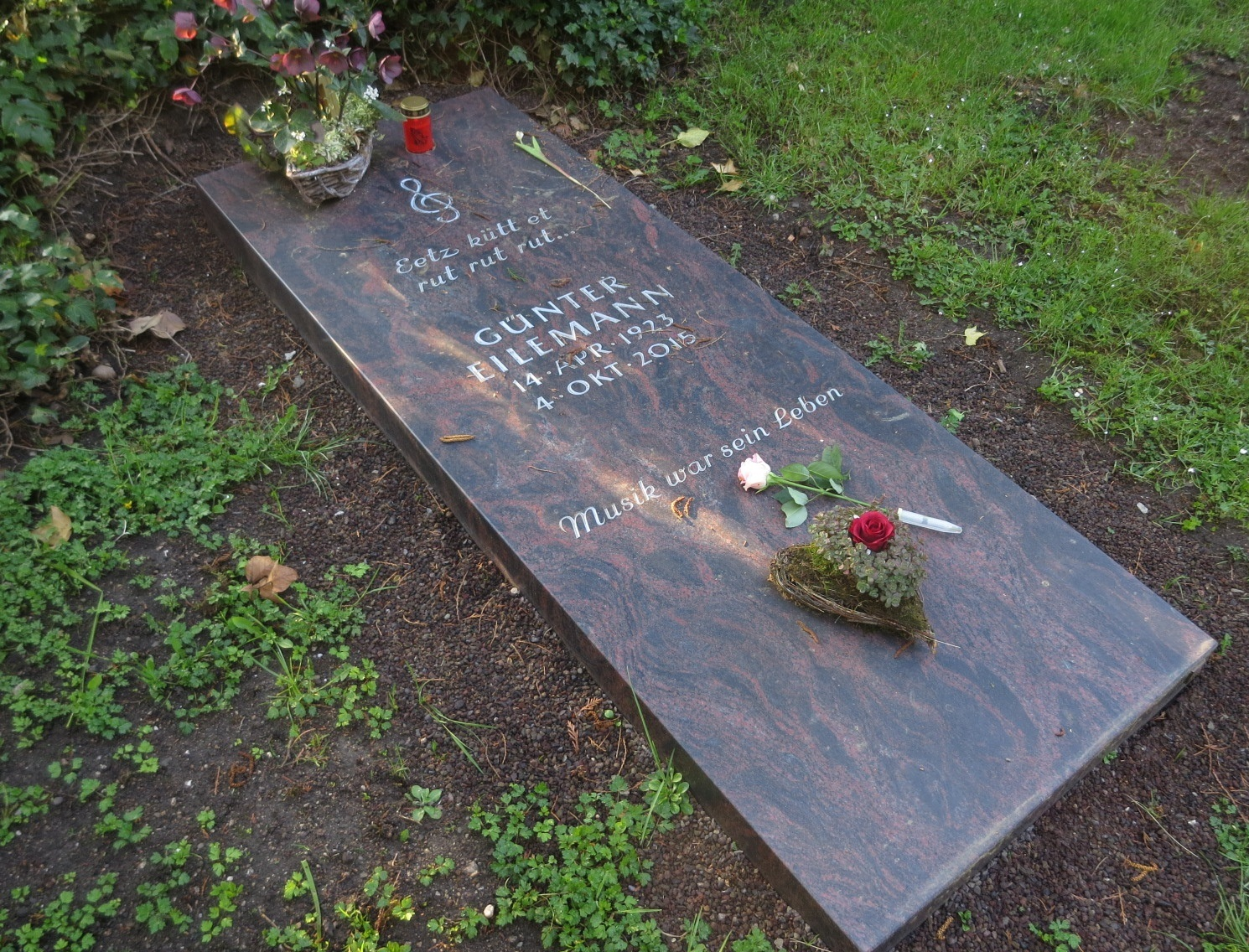
Grab auf dem Melaten-Friedhof

Eilemann war in erster Ehe mit der mehrfachen deutschen Tennismeisterin Ulla (Ursula) Rosenow verheiratet. Aus dieser Ehe ging 1950 eine Tochter hervor. Ulla Eilemann starb 1968 an einem Herzinfarkt. In zweiter Ehe war Eilemann seit 1972 mit Karin Henschel, einer gebürtigen Westfälin, verheiratet. Während seiner aktiven Zeit komponierte Günter Eilemann mehr als 200 Lieder.
Günter Eilemann starb am 4. Oktober 2015 im Alter von 92 Jahren in einem Pflegeheim im Kölner Stadtteil Weiden. Er wurde auf dem Friedhof Melaten (Lit. R: 168) beerdigt; seine Grabstätte liegt nur wenige Meter entfernt von denen seiner Trio-Mitglieder Niedieck und Schweden (beide in Flur 28).

## Diskografie (Auswahl)
- Eetz kütt et rut rut rut (1952)
- Du alter Räuber (1954)
- Vater ist der Beste (1959)
- Oh Heimat, wie bist Du so schön (1960)
- Sie will ja nach Sevilla (1964)
- Das gibt’s nur einmal (1973)
- Ich glaub’ ich bin der Leo (1973)
- Morgens Fango, abends Tango (1976)
- Archäologie (1979)
- O Mama, O Mama Mia O-O-O-Olympia (1980)
- Camelle Us Cölle (1983)
- Das Matterhorn (1987)

## Dokumentationen
- Kamelle, Matterhorn & Co. – Günter Eilemann und seine Geschichte(n). Ein Film von Klaus Michael Heinz. WDR Fernsehen, 12. April 2008.